# Kulturno-umjetničko društvo "Branko Radičević"
Kulturno-umjetničko društvo "Branko Radičević" (skraćeni naziv: KUD "Branko "Radičević")  iz Darde osnovano je 1921. godine kao pjevačko društvo, a od 1926. godine djeluje kao folklorna sekcija. Sjedište mu je u Dardi, Ulica sv. Ivana Krstitelja 109. Danas djeluje pod okriljem SKD-a "Prosvjeta", pododbor Darda.

## Aktivnosti
Okuplja stotinjak aktivnih članova koji rade u tri sekcije: do 7 godina, od 7 do 15 godina i stariji od 15 godina. Prvenstveno njeguje igre, pjesme i običaje srpskog naroda. Na repertoaru ima sljedeće koreografije:
- srpska baranjska svadba
- igre iz Baranje
- igre iz Banata
- bunjevačke igre
- igre iz okolice Leskovca
- igre iz Mačve
- igre iz Srijema
- igre iz jugoistočne Srbije
- igre iz Šumadije
- igre iz Vranja
- gradske igre
- igre iz Posavine
- igre iz Slavonije
- igre iz Studeničkog kraja

## Nastupi
Svojim nastupima na mnogobrojnim koncertima i smotrama društvo je pronijelo ime Darde i Baranje širom Hrvatske, bivše Jugoslavije i Europe (Austrija, Belgija, Bugarska, Grčka, Mađarska, Njemačka, Poljska...), o čemu svjedoče brojna društvena i stručna priznanja i osvojene nagrade. 
Na 13. Europskoj smotri srpskog folklora dijaspore u Istočnom Sarajevu održanom 10. – 11. svibnja 2008. društvo je osvojilo prvo mjesto i zlatnu plaketu.

## Uprava
Predsjednik KUD-a "Branko Radičević" je Nikola Muždeka, potpredsjednici su Miroslav Carić i Dragan Marković, tajnica društva Hranislava Mesarić, a dugogodišnji koreograf Ljubiša Bukvić.
Izvor:
- KUD Branko Radičević (flajer iz 2004. godine)
- Imenik udruga Baranje